# Girolamo Aleandro den yngre
Girolamo Aleandro den yngre, född 29 juli 1574 i Motta di Livenza, Veneto, död 9 mars 1629 i Rom, var en italiensk lärd och humanist. Han var en framstående grecist och latinist och utgav år 1593 Psalmi poenitentiales.

## Biografi
Girolamo Aleandro studerade rättsvetenskap vid Paduas universitet. Efter att ha blivit prästvigd blev han år 1604 sekreterare åt kardinal Ottavio Bandini. År 1625 följde Aleandro med kardinal Francesco Barberini till Frankrike, där denne var påvens ablegat. Vid detta tillfälle besökte Aleandro kretsen kring matematikern och historikern Jacques-Auguste de Thou. Aleandro förde korrespondens med bland andra Bignon, Peiresc och Dupuy. Genom Barberinis försorg kom Aleandro även att tjäna under påve Urban VIII.
Aleandro avled i Rom 1629 och är begravd i basilikan San Lorenzo fuori le Mura. Hans gravmonument bekostades av kardinal Barberini; bysten är ett verk av Antonio Giorgetti.